# Alfred Ronse
Alfred Jean Pierre Ronse (Brugge, 4 maart 1835 - 23 januari 1914) was schepen van Brugge, lid van de provincieraad van West-Vlaanderen en volksvertegenwoordiger.

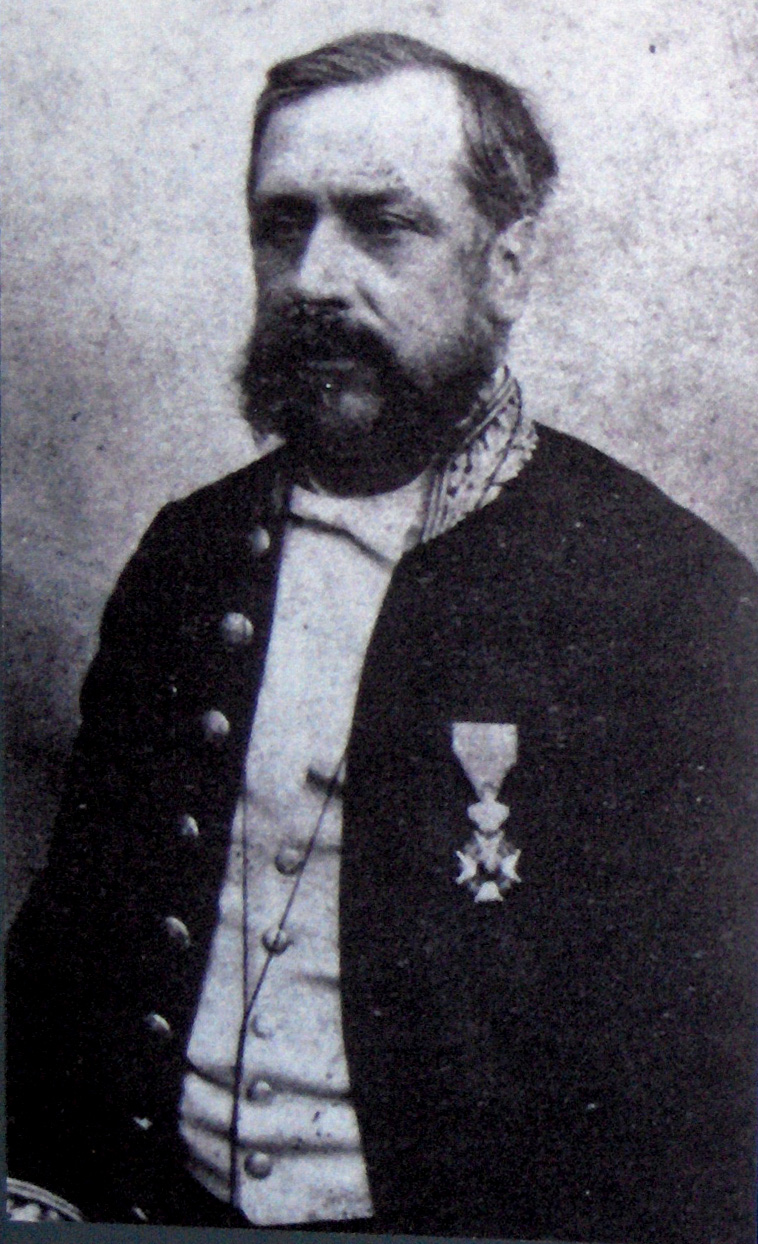
Alfred Ronse

## Levensloop
Ronse deed middelbare studies onder meer bij de jezuïeten in Doornik. Hij studeerde wijsbegeerte en letteren in Leuven en rechten in Parijs en Bonn. Hij was gehuwd met Joséphine Liebaert. Hij was de zoon van de uit Torhout afkomstige Brugse advocaat Pierre Ronse (1800–1887). Hij was de vader van Alfred Ronse junior (1876-1962), voorzitter van de provincieraad van West-Vlaanderen, burgemeester van Gistel en befaamd molinoloog.

## Stadsbestuurder
In 1872 werd Ronse verkozen tot gemeenteraadslid van Brugge en in 1876 tot schepen, met de portefeuille Openbare Werken. Hij werkte nauw samen met burgemeester Amedée Visart de Bocarmé en was met hem een van de voorvechters van het project Brugge-Zeehaven.
Hij behoorde tot de groep neogotische kunstliefhebbers die de restauratie van Brugge en de zorg voor monumenten op gang bracht. Hij lag aan de basis van het verlenen vanaf 1877 van toelagen door de stad voor herstellingen aan niet-beschermde monumenten. 
Voor de uitbreiding van de stad, in het vooruitzicht van de nieuwe haven, gaf hij aan de Duitse stedenbouwkundige Hermann-Josef Stübben de opdracht een nieuwe wijk te ontwerpen ten noorden van de historische binnenstad, namelijk Kristus-Koning. Het Stübbenkwartier in die wijk is naar hem genoemd. 

## Volksvertegenwoordiger
In 1880 werd hij verkozen tot lid van de provincieraad van West-Vlaanderen en op 8 juli 1884 tot volksvertegenwoordiger voor het arrondissement Brugge ter vervanging van de net verkozen Léon Ruzette, die provinciegouverneur werd. Hij was in het parlement vooral pleitbezorger voor Zeebrugge en voor openbare werken in het arrondissement Brugge.

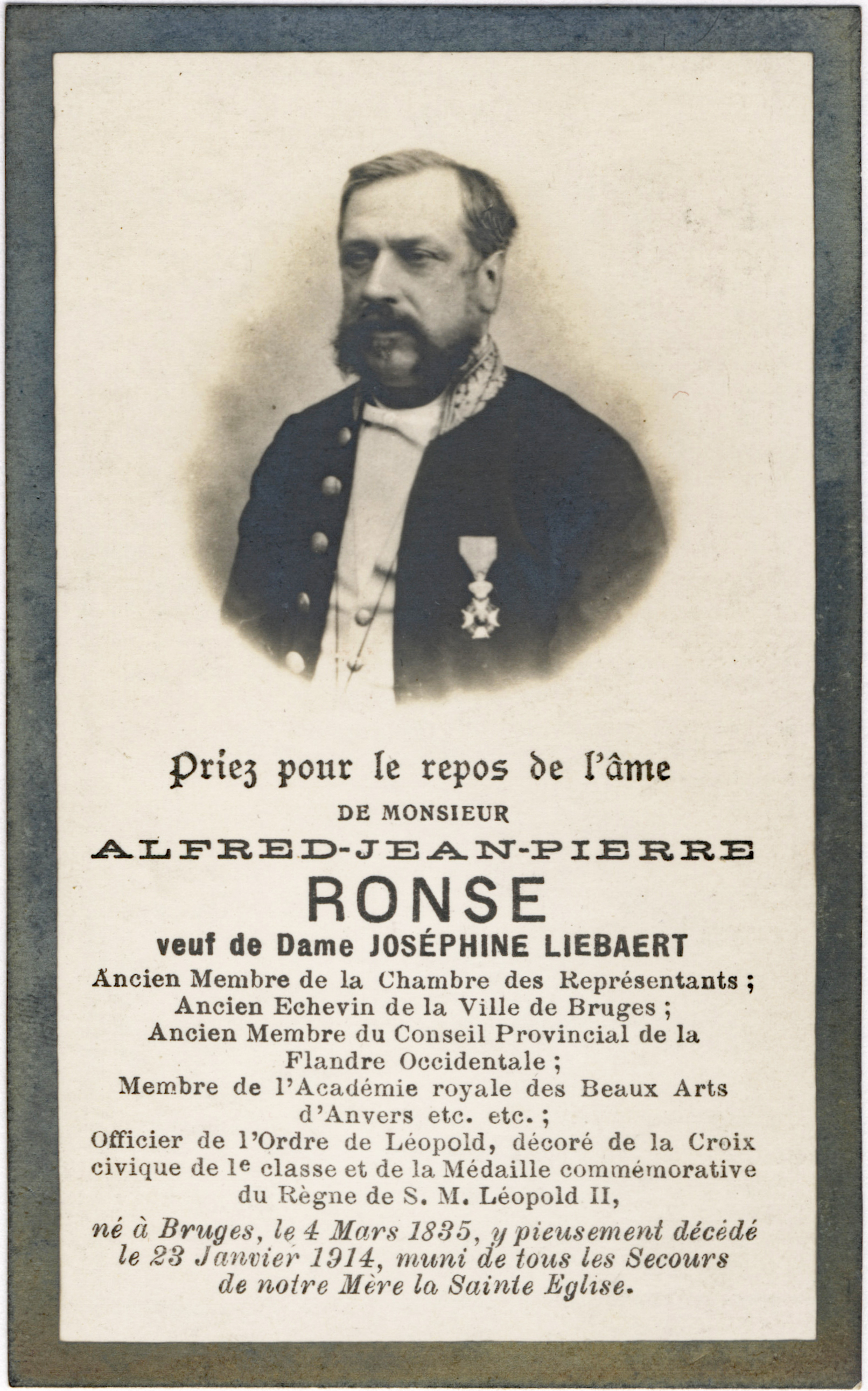
Bidprentje van Alfred Ronse (1914)

## Functies
Uit hoofde van zijn mandaten was Ronse actief in het verenigingsleven en de ondernemerswereld:
- medestichter van de Vrije Eigenaars- en Landbouwersbond
- ondervoorzitter van het Oudheidkundig Genootschap van Brugge
- lid van de Sint-Sebastiaansgilde
- lid van de vereniging La Concorde
- bestuurslid van de commissie van de stedelijke muziekschool
- bestuurslid van het 'Bedelaarswerkhuis'
- bestuurslid van de commissie van de stadsbibliotheek
- bestuurslid van de commissie van het stadsmuseum
- regeerder van de polderbesturen 'Wateringen Gistel Oost' en 'Grote Westwatering'
- In 1875 werd hij bestuurslid van het Genootschap voor Geschiedenis te Brugge.

Hij nam ontslag als provincieraadslid in 1884, als volksvertegenwoordiger in 1900 en als schepen in 1903.

## Publicaties
- La Bataille d' Axpoele (commune de Ruysselede) livreé le jeudi 21 juin 1128 entre l'armée de Thierry d'Alsace et celle de Guillaume de Normandie, deux prétendants à la succession de Charles-le-Bon, In: Annales de la Société d'Emulation, Vol. 9,  p. 329 - 349, Bruges, impr. Aimé De Zuttere, 1874, .
- Le pays de Lourdes: souvenirs de voyage, Edw. Gailliard, Bruges, 1874.
- Les ports belges. Recherches historiques relatives à nos communications avec la mer, Edw. Gailliard, Brugge, 1874,  .
- Un livre de raison d'une famille flamande (1569-1599), In: Annales de la Société d'Emulation' Vol. 40, p. 65 - 90, Bruges, 1890,
- Où Memlinc est-il né?, In: Annales de la Société d'Emulation, Vol. 41, p. 111 - 133, Bruges, 1891,  .
- Ephémérides brugeoises (XVIIIe siècle): Jaerboek van Buyck, In: Annales de la Société d'Emulation, Vol. 48, p. 285, Bruges, 1898.
- Pierre Pourbus. Quel est le véritable nom de la famille de Pierre Pourbus, In: Annales de la Société d'Emulation, Vol. 50, p. 289 - 294, Bruges, 1900.